# Alioune Diouf
Alioune Diouf (ur. 15 listopada 1966) – senegalski, a od 2003 roku francuski zapaśnik walczący przeważnie w stylu wolnym. Trzykrotny olimpijczyk. Zajął jedenaste miejsce w Barcelonie 1992, w kategorii 100 kg, w obu stylach zapaśniczych. Piętnasty w Sydney 2000 i dwudziesty pierwszy w Atlancie 1996.
Szósty na mistrzostwach świata w 1993. Szesnasty na mistrzostwach Europy w 2003. Srebrny medalista igrzysk afrykańskich w 1995 i piąty w 1999. Zdobył siedem medali na mistrzostwach Afryki w latach 1992 – 2000. Trzeci na igrzyskach frankofońskich w 1994.
Mistrz Francji w 1994, 2000, 2001 i 2002, a trzeci w 2003 roku.